# Charles Woodcock
Charles Burger Woodcock, né le 1er mai 1850 à New York et mort le 26 juin 1923 à New York, est un Américain qui fut pendant sept ans favori du roi de Wurtemberg, Charles Ier, de vingt-sept ans son aîné.

## Biographie
Charles Woodcock naît à New York, fils du boucher Jonas Gurnee Woodcock (1822-1908) et de son épouse Sarah née Savage (1824-1893). Il est de confession protestante congrégationaliste. Il part pour l'Europe et trouve un poste de maître d'hôtel à la cour de Wurtemberg, où il devient en 1883 le favori du roi Charles Ier, qui avait auparavant eu des liaisons masculines dans la discrétion, plus tard il devient lecteur de la reine Olga et ensuite chambellan. En 1888, sa position privilégiée auprès du roi et son influence sur ses décisions personnelles et politiques conduisent à son renvoi par décision du Premier ministre Hermann von Mittnacht. Peu de temps auparavant, le roi l'avait titré baron von Woodcock-Savage, ce qui avait provoqué un scandale à la cour. En partant en 1890, Woodcock, qui avait gardé la correspondance échangée avec le roi, extorque 300 000 marks d'or à la caisse du royaume contre son silence. Retourné à New York, il prend le nom de jeune fille de sa mère, Savage.
Il épouse le 14 juin 1894 une veuve, Henrietta Knebel Staples, mère de quatre fils Joseph, Harry, Herbert et Leslie Curtis qui obtiennent en 1897 de changer leur nom en Savage au lieu de Curtis. Leslie Curtis change également son prénom en Charles, devenant Charles Savage.

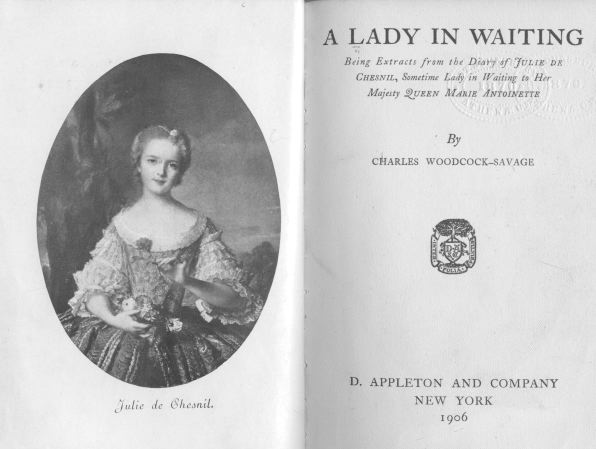
A Lady in Waiting: Being extracts from the diary of Julie de Chesnil, sometime lady-in-waiting to her Majesty, Queen Marie-Antoinette (New York: D. Appleton & Company, 1906)

En 1906, il publie un livre historique A Lady in Waiting: Being extracts from the diary of Julie de Chesnil, sometime lady-in-waiting to her Majesty, Queen Marie-Antoinette, d'après des extraits du Journal de Julie de Chesnil, ancienne dame d'honneur de la reine Marie-Antoinette. Il le dédie à une âme noble qu'il avait connue, aimée et pleurée, sans aucun doute le roi Charles Ier qui était mort en 1891. L'introduction relate fictivement les circonstances de la découverte du journal intime de Julie de Chesnil, dont les pages jaunies ont été retrouvées dans le compartiment secret verrouillé d'une armoire Louis XVI vendue aux enchères à l'hôtel Drouot par le traducteur et cher ami de son époque parisienne, un esthète qui avait donné l'autorisation de publication. Ces Mémoires qui ont été publiés dans ce contexte sont en fait une pseudo-autobiographie fictive de Woodcock, transposée sous l'Ancien Régime en France.
Il est inhumé au cimetière de l'église de la Trinité à New York.

## Publication
- Charles Savage: A Lady in Waiting: Being extracts from the diary of Julie de Chesnil, sometime lady-in-waiting to her Majesty, Queen Marie Antoinette New York: D. Appleton & Company, 1906.